# Seriana sagara
Seriana sagara är en insektsart som beskrevs av Irena Dworakowska 1981. Seriana sagara ingår i släktet Seriana och familjen dvärgstritar.
Artens utbredningsområde är Sri Lanka. Inga underarter finns listade i Catalogue of Life.